# 桥东街道 (沙河市)
桥东街道，是中华人民共和国河北省邢台市沙河市下辖的一个乡镇级行政单位。

## 行政区划
桥东街道下辖以下地区：
园西社区、凤阳社区、温泉街社区、葛村、高一村、高二村、高三村、辛寨村、杜一村、杜二村、杜三村、西杜村、常庄村、毛村、田村、普通店村、新杨庄村和小仓村。